# Calle de Santa Ana (Segovia)
La calle de Santa Ana es una vía pública de la ciudad española de Segovia.

## Descripción
La vía, que debe su título a una imagen de santa Ana que había en el lugar, discurre desde la calle de Barrionuevo hasta la de la Puerta del Sol. Aparece descrita en Las calles de Segovia (1918) de Mariano Sáez y Romero con las siguientes palabras:

Santa Ana.—Es una calle corta que desde la de Barrionuevo va a la del Rastrillo, en la muralla. Se denomina así por tener un nicho con la imagen de la Santa titular, y antes los vecinos de la calle celebraban animada verbena la víspera de Santa Ana. La iglesia de esta Santa estuvo primitivamente en la Alameda, cerca del Eresma, donde después se establecieron los canónigos regulares de la Orden de Premostratenses.
(Sáez y Romero, 1918, p. 172)